# Кусакины
Кусакины — деревня в Слободском районе Кировской области в составе Бобинского сельского поселения.

## География
Находится на расстоянии примерно 11 км на восток от Нового моста через Вятку в городе Киров.

## История
Известна с 1671 года как деревня Барамзинская с  1 двором, в 1764 году учтен 31 житель. В 1873 году в деревне (Барамзинская или Кусакины) учтено дворов 9 и жителей 47, в 1905 14 и 84, в 1926 21 и 85, в 1950 12 и 30. В 1989 году отмечено 4 жителя. Нынешнее название утвердилось с 1939 года. Деревня имеет дачный характер.

## Население
Постоянное население  составляло 2 человек (русские 100%) в 2002 году, 2 в 2010.